# Alexandru Ipsilanti Eteristul
Alexandru Ipsilanti (alternativ Ypsilanti, în greacă Ἀλέξανδρος Υψηλάντης, transliterat: Aléxandros Ypsilántis; n. 12 decembrie 1792, Constantinopol, Imperiul Otoman – d. 31 ianuarie 1828, Viena, Imperiul Austriac) a fost un general grec în serviciul rus în lupta pentru independența Greciei. A fost conducătorul organizației Philiki Etaireia din 1820.

## Biografie

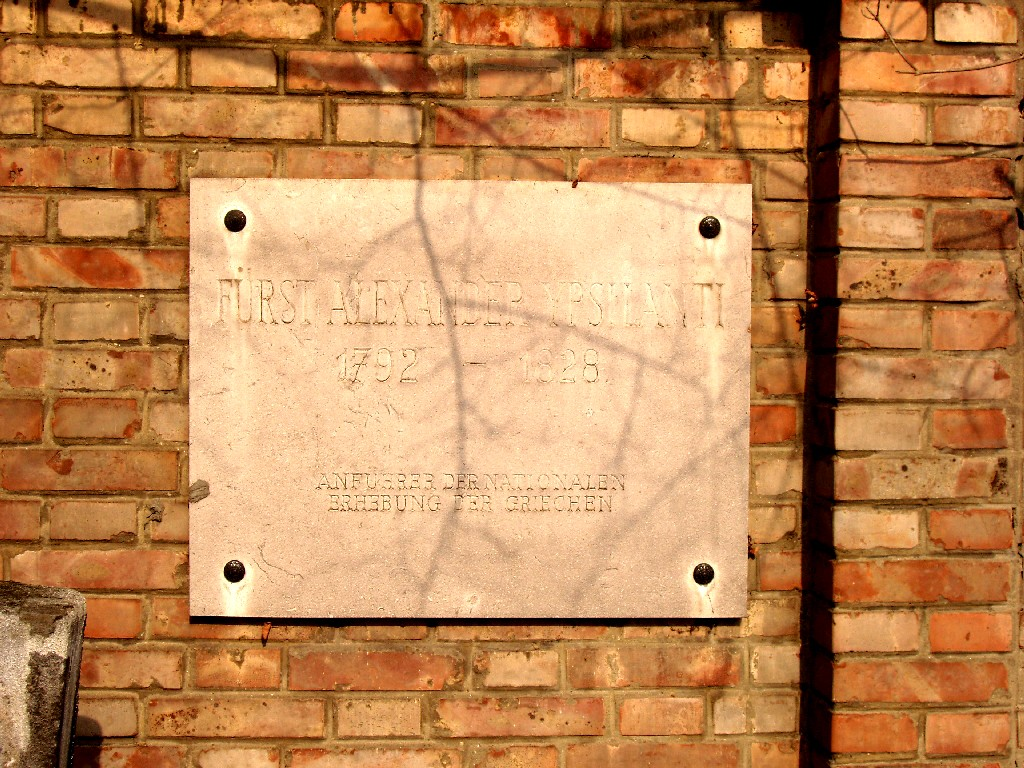
Placa memorială din Sankt Marxer Friedhof, din Viena

Alexandru Ipsilanti era fiul domnului Constantin Ipsilanti (1760-1816), al Moldovei și al Țării Românești și nepotul voievodului Țării Românești, de același nume, Alexandru Vodă Ipsilanti (1726-1807).
Alexandru Ipsilanti era descendent direct al domnului Constantin Brâncoveanu.
A intrat de timpuriu în armata rusească, a rămas ciung în urma luptei de la Dresda și a ajuns până la gradul de maior. Devenit epitrop general al Eteriei, hotărăște că a venit momentul ca grecii să-și obțină eliberarea de sub dominația turcilor și în 1821 declanșează revoluția. Ipsilanti a preluat în anul 1820, după ce Ioannis Kapodistrias, ministrul țarului, a refuzat anterior, conducerea organizației Eteria, pentru a pregăti și planifica războiul pentru independență al grecilor împotriva turcilor. În planul general, care a fost întocmit în același an, s-a prevăzut că lupta va avea loc inițial în zonele de la nord de Dunăre (Moldova și Țara Românească).
Cu o armată strânsă în Basarabia și formată din greci, macedoromâni, bulgari, sârbi, albanezi (arnăuți), trece în principate, bazându-se și pe ridicarea populației de aici (20 februarie 1821), și mai ales pe sprijinul domnitorului fanariot al Moldovei, Mihail Suțu. De la Iași, unde turcii sunt măcelăriți și lumea îngrozită, trece spre Țara Românească. Aici, intră în conflict cu Tudor Vladimirescu, ce conducea Revoluția de la 1821. Eteriștii îl ucid pe Vladimirescu în 27 mai 1821 și-i aruncă trupul într-o fântână părăsită de lângă Târgoviște. În cele din urmă însă, revoluția lui Ipsilanti nu reușește. Rusia o dezaprobă, populația Principatelor Române o urăște, din cauza jafurilor făcute de eteriști și a uciderii lui Tudor Vladimirescu.
Armata elenă, care era formată doar dintr-o mână de voluntari, a fost înfrântă de forțele otomane la 19 iunie 1821, lângă Drăgășani. Lupta a fost pierdută mai ales din cauza lui Ipsilanti care a rămas cu trei ore în urma armatei. A doua zi, i-a numit pe oamenii săi "turme nemernice de sclavi" și i-a părăsit, trecând în Transilvania. Ipsilanti a supraviețuit pentru că a scăpat la timp. Majoritatea insurgenților rămași au fost uciși la 29 iunie 1821 în lupta de la Sculeni. Ipsilanti a fost arestat de autoritățile austriece în drumul său spre Grecia și inițial deținut la Cetatea Palanok și apoi din 1823 în Malá pevnost din Terezin. În 1827 a fost eliberat și a murit un an mai târziu într-o casă de pe Landstraße din Viena, unde astăzi îl comemorează o placă.
Consulul general și anreprenorul regal al Greciei, Gheorghe de Sina, i-a comandat aritectului Theophil Hansen un mausoleu pentru Ipsilanti în parcul Palatului din Sieghartskirchen. Acolo s-au odinit oasele sale din 1906 până în 1964. Astăzi rămășițele lui Ipsilanti se odinesc în Salonic.
Dumitru Ipsilanti (1793-1832), fratele lui Alexandru, a dat orașului Ypsilanti din Michigan numele său.